# Ski de fond aux Jeux olympiques de 2010 – 15 kilomètres hommes
Navigation
2006 2014
Lépreuve masculine de 15 kilomètres de ski de fond des Jeux olympiques d'hiver de 2010 a eu lieu le 15 février 2010 au parc olympique de Whistler à Vancouver au Canada. 
L'épreuve est remportée par le Suisse Dario Cologna en 33 min 36 s 3. 
Les fondeurs français Vincent Vittoz et Maurice Manificat se classent 5e et 6e.

## Médaillés
| Or                  | Argent                      | Bronze                           |
| Dario Cologna (SUI) | Pietro Piller Cottrer (ITA) | Lukáš Bauer (République tchèque) |